# Lápiz activo

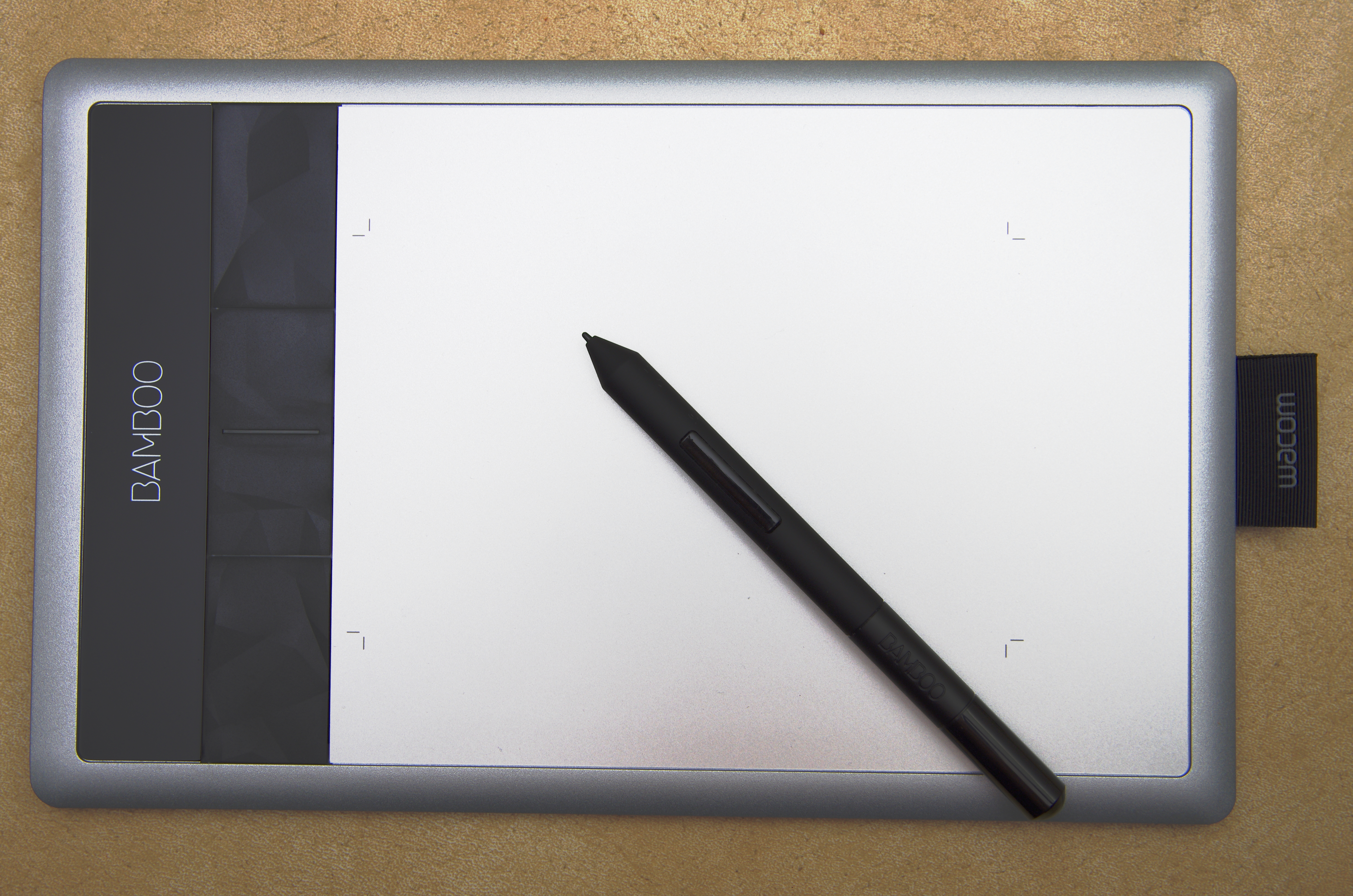
Tableta Wacom con estilete activo inductivo. Las marcas en la superficie indican el área activa, que mesura 14.7×9.2 cm o 5.8×3.6 inch.

Un lápiz activo (o también estilete activo) es un dispositivo de entrada que incluye componentes electrónicos y permite a los usuarios escribir directamente en la superficie de pantalla LCD de un dispositivo informático como un teléfono inteligente, tableta táctil o Ultrabook de tipo no resistivo, que no pueden detectar el simple estilete clásico de plástico. El mercado del lápiz activo ha sido dominado mucho tiempo por N-trig y Wacom, pero hay empresas como Atmel y Synaptics que también han empezado a ofrecer diseños de lápiz activo.
Lápiz activo vs. lápiz pasivo: La diferencia principal entre un lápiz activo y el dispositivo de entrada conocido como estilete pasivo ´es que aunque este último puede escribir directamente en la pantalla, no incluye electrónica y así no tiene las características que son únicas en un lápiz activo: sensibilidad táctil, botones de entrada, etc.. Los lápices activos modernos están soportados por los sistemas operativos más modernos, incluyendo los Android de Google y las distintas versiones de Microsoft Windows.

## Uso

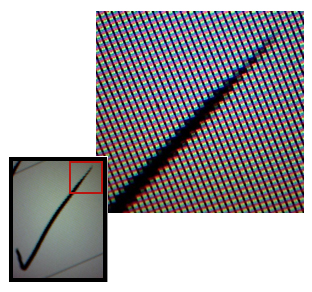
Bolígrafo activo, la presión natural que nota

Los bolígrafos activos son típicamente utilizados para escribir notas, dibujar encima de la pantalla y trabajar con documentos electrónicos. También permiten una selección cuidadosa de objetos así como explorar y pasar pantallas (scrolling). Cuando se usan conjuntamente con un software de reconocimiento óptico de caracteres, la entrada manuscrita del bolígrafo activo puede ser convertida a texto digital, almacenarse en un documento digital, y editarla en forma de texto o emplearla en una aplicación gráfica.

## Lápiz activo y posicional
Los componentes electrónicos del bolígrafo activo generan señales inalámbricas que son captadas por un digitalizador interno y transmitidas a su controlador (incorporado a tal efecto), proporcionando datos sobre la ubicación del bolígrafo, presión y otras funcionalidades.
Las características adicionales permitidas por la electrónica del bolígrafo activo incluyen el reconocimiento de la palma (“palm rejection” en inglés, que permite desestimar las acciones táctiles sobre la pantalla no deseadas) y la función “hover”. Que permite que el ordenador reconozca la posición del bolígrafo aunque no esté en contacto con la pantalla, siempre que la punta esté cerca.
La mayoría de bolígrafos activos presentan uno o más botones de función (p. ej. "eraser" y "correct-click") que pueden ser utilizados en lugar de un ratón o un teclado.

## Lápiz capacitivo
Hay una nueva generación tecnológica de lápiz activo con tecnología capacitiva, que es compatible con las pantallas multitouch, (diseñadas originalmente para ser activadas con el dedo), que hacen un trazo fino en la pantalla permitiendo dibujar o firmar de una manera correcta, firma imposible de conseguir con el dedo, puesto que este tapa el punto de contacto.
Lápiz capacitivo pasivo
Algunos estiletes capacitivos típicos incluyen una punta gruesa de goma o una espuma conductora que intenta de imitar el dedo del usuario, a diferencia de las puntas finas (parecidas a las de los bolígrafos convencionales) usadas en los bolígrafos activos.

## Tecnologías

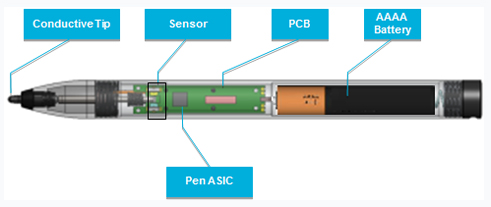
Sección lápiz activo, N-trig Duosense (pila AAAA)

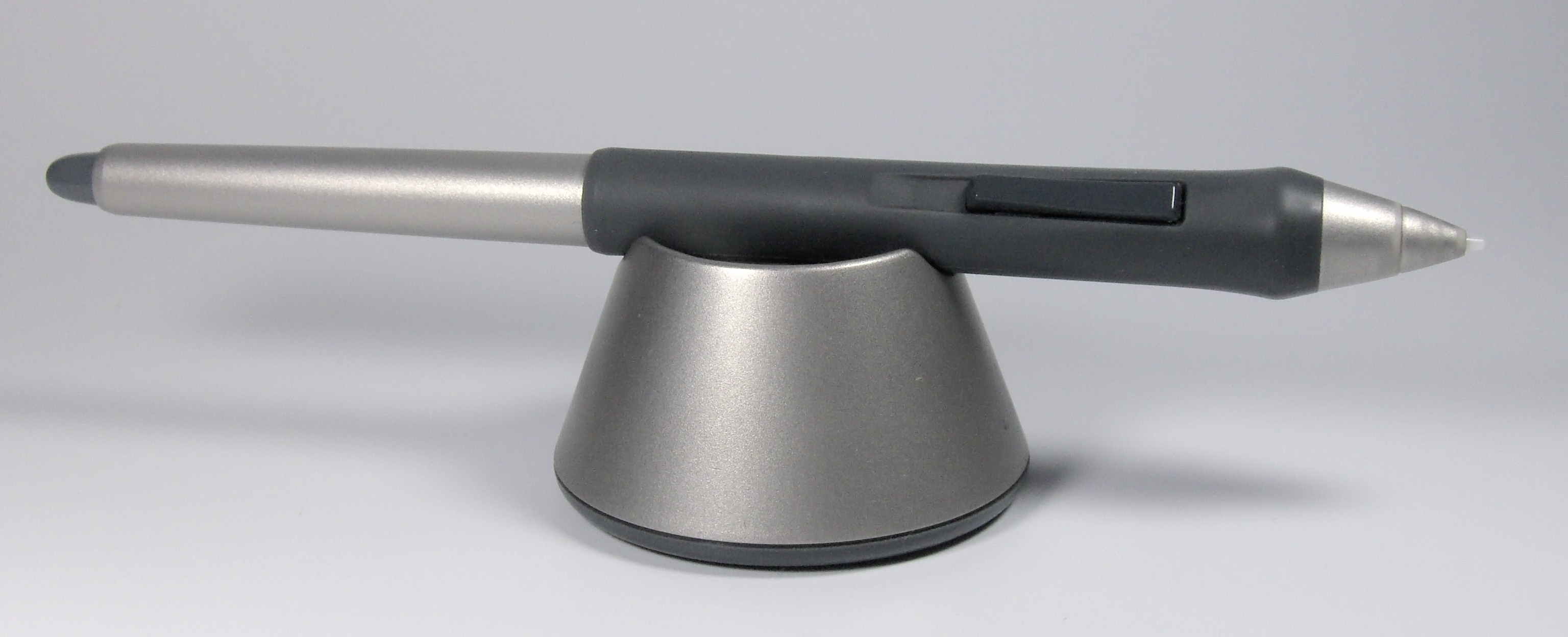
Un estilete activo Wacom

### Activo
Los bolígrafos activos, como N-trig DuoSense Pen™, incluye componentes electrónicos las señales de los cuales son cogidos por un dispositivo móvil es construido-dentro del digitalizador y transmitido a su controlador, proporcionando dato encima ubicación de bolígrafo, presión, el botón pulsa y otra funcionalidad.

### Posicional
Los lápices posicionales utilizan una facilidad para detectar la ubicación de la punta durante escritura. Algunos modelos se pueden encontrar en tabletas gráficas popularizadas por Wacom, y en las Tabletas táctiles que utilizan la tecnología Wacom Penabled™ .

### Capacitivo compatibles multitouch
Los lápices compatibles multitouch utilizan una facilitar que la pantalla detecte la ubicación de la punta durante la escritura. Son compatibles con la mayoría de teléfonos inteligentes y tabletas capacitivas-multitouch como los iPhone, iPad, Samsung, LG, etc..

## Lista de productos
| Fabricante | Producto       | Compatibilidad multitouch                                                                                                | Comentarios |
| ---------- | -------------- | --- | ----------- |
| Synaptics  | Digital Stylus | |             |
| N-trig     | DuoSense Pen   | Estilete activo que se combina con una gamma ancha de dispositivos táctiles de Microsoft, Sony, Asus, Acero, HTC y otros |             |
| Wacom      | Penabled       | Estilete activo para dibujar sobre tableta compatible Wacom                                                              |             |
| Adonit     | Jot Dash       | |             |
| Adonit     | Digital Pen    | |             |
| MoKo       | Activo Stylus  | |             |